# Saša Farič
Saša Farič (* 19. Juli 1984 in Domžale) ist eine slowenische Freestyle-Skierin. Sie ist auf die Disziplin Skicross spezialisiert.

## Biografie
Farič war zu Beginn ihrer Sportkarriere eine alpine Skirennläuferin. Sie konnte aber keine nennenswerten Erfolge erzielen, weshalb sie zum Skicross wechselte. Ihr Debüt im Freestyle-Weltcup hatte sie am 23. November 2003 in Saas-Fee, wobei sie bei ihrer Premiere sogleich das Rennen gewinnen konnte. In der Folge bekundete Farič jedoch Mühe, diesen Überraschungssieg zu bestätigen, auch wenn ihr mehrere Top-10-Platzierungen gelangen. Bei der Weltmeisterschaft 2007 in Madonna di Campiglio fuhr sie auf Platz 5.
Erst am 2. Februar 2008 gelang Farič wieder eine Weltcup-Podestplatzierung, als sie in Deer Valley Zweite wurde. Rund einen Monat später, am 6. März 2008, siegte sie in Grindelwald. Am Ende der Saison war sie in der Disziplinenwertung schließlich Zweite hinter der Französin Ophélie David. Das mit Abstand beste Ergebnis der Saison 2008/09 war der 4. Platz bei der Weltmeisterschaft 2009 in Inawashiro, hinzu kam ein dritter Platz bei den Winter-X-Games. Im Winter 2009/10 stand Farič einmal auf dem Podest, bei den Olympischen Winterspielen 2010 belegte sie Platz 14.

## Erfolge

### Olympische Spiele
- Vancouver 2010: 14. Skicross

### Weltmeisterschaften
- Ruka 2005: 14. Skicross
- Madonna di Campiglio 2007: 5. Skicross
- Inawashiro 2009: 4. Skicross
- Voss 2013: 15. Skicross

### Weltcup
- Saison 2003/04: 5. Skicross-Weltcup
- Saison 2006/07: 7. Skicross-Weltcup
- Saison 2007/08: 2. Skicross-Weltcup, 5. Gesamtweltcup
- 5 Podestplätze, davon 2 Siege:

| Datum             | Ort         | Land    |
| ----------------- | ----------- | ------- |
| 23. November 2003 | Saas Fee    | Schweiz |
| 6. März 2008      | Grindelwald | Schweiz |

### Weitere Erfolge
- Winter-X-Games 2009: 3. Skier X
- 1 Sieg im Europacup